# Nino de Angelo

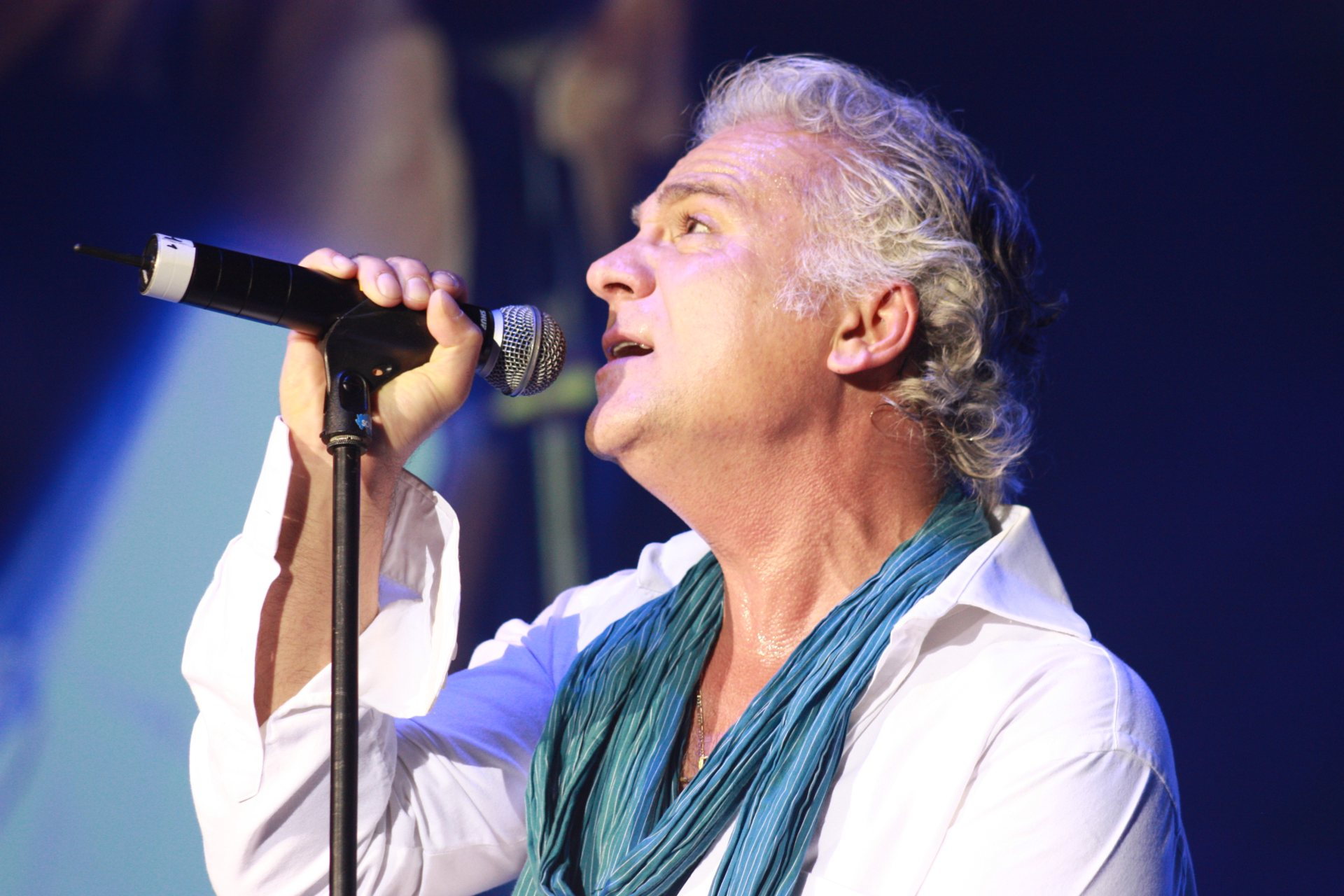
Nino de Angelo (2012)

Nino de Angelo (* 18. Dezember 1963 in Karlsruhe als Domenico Gerhard Gorgoglione) ist ein deutscher Musiker. Seinen größten Erfolg hatte er 1983 mit Jenseits von Eden.

## Leben

### Familie und Wehrdienst

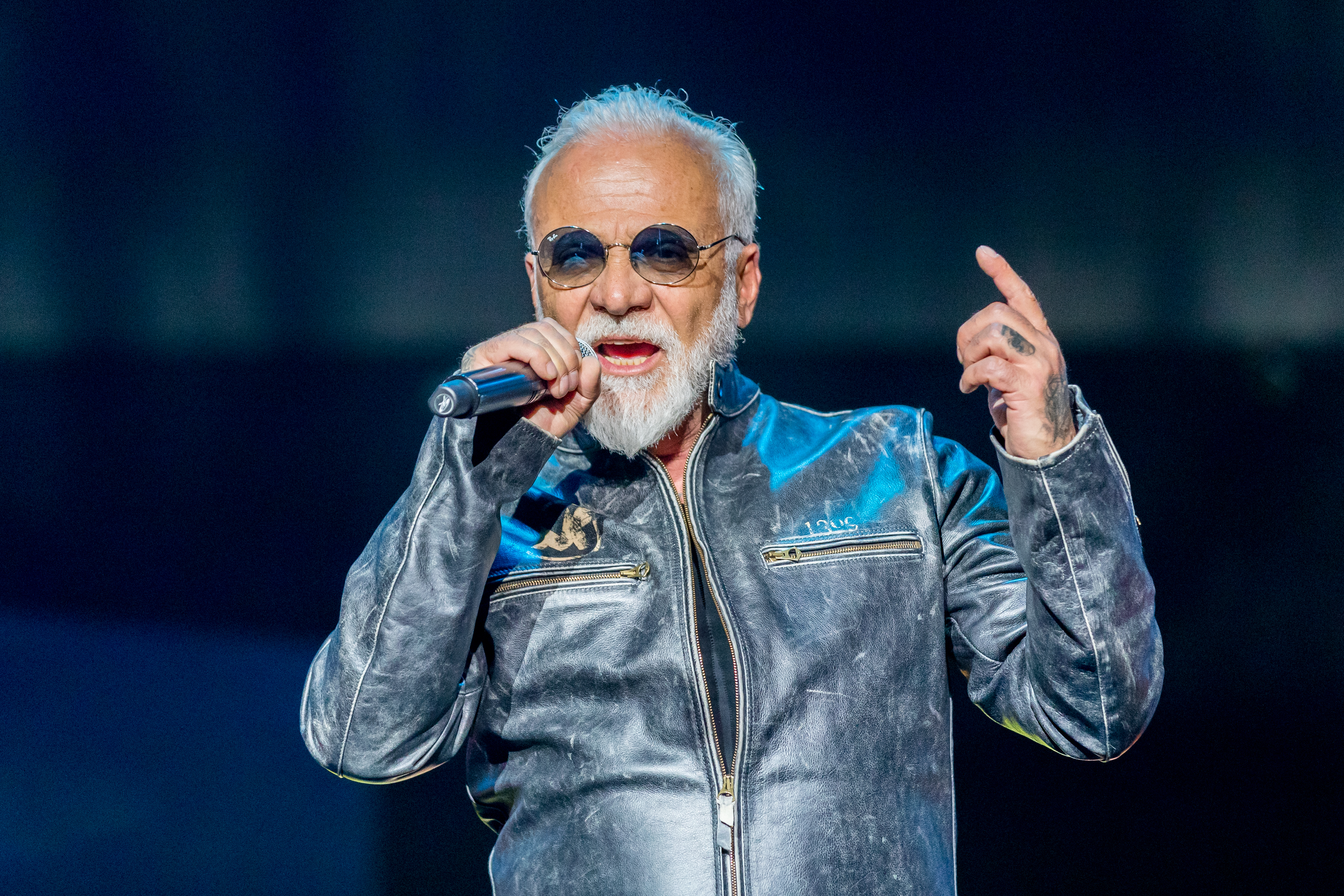
Nino de Angelo (2022)

De Angelo wurde 1963 in Karlsruhe geboren. Sein Vater war Karosserieschlosser und Karatelehrer. Nach der Scheidung der aus Apulien stammenden Eltern zog er mit seiner Mutter nach Köln, wo er später in der Pianobar Die Taste entdeckt wurde. Seine damals gerade begonnene Gesangskarriere unterbrach der 15-monatige Wehrdienst bei der Bundeswehr, den er ab dem 1. Januar 1986 bei der Heimatschutzbrigade 53 ableistete.

### Privates
Mitte der 1990er-Jahre erkrankte er an Lymphknotenkrebs, 2009 an der Autoimmunerkrankung ITP, bei der ihm die Milz entfernt wurde und er sich einer Chemotherapie unterziehen musste. Im März 2016 erhielt er zwei Bypässe. Zudem leidet er an der chronisch obstruktiven Lungenerkrankung (COPD).
Aus seiner ersten Ehe (1986–1998) mit Judith Coersmeier hat de Angelo eine Tochter (* 1988) und einen Sohn (* 1991). Zweite Ehepartnerin war die Schauspielschülerin Michaela (2003–2006), dritte seine Jugendfreundin Renée (2007–2013). Von 2014 bis 2018 war er mit Larissa Schmitt verheiratet. 2017 wurde er außerehelich Vater eines weiteren Sohnes. Seit 2017 ist er mit Simone Lux liiert und hat seinen Lebensmittelpunkt ins Allgäu verlegt. Sie ist Geschäftsführerin des Unternehmens, das die Produktionen und Buchungen von de Angelo verantwortet. Außerdem führen sie gemeinsam einen Pferdehof.

### Strafverfahren
2004 hatte de Angelo sich in der TV-Sendung Maischberger zum Konsum von Kokain und zur Spielsucht bekannt. 2005 und 2016 musste er Privatinsolvenz anmelden: zunächst wegen 2,1 Millionen Euro Schulden, darunter 240.000 Euro Steuerschulden, 2016 wegen Rückständen in Höhe von 230.000 Euro. Aus der Zeit zwischen 2016 und 2018 entstand seinem Management wegen des „höheren Bargeldbedarfs“ von de Angelo ein Schaden von 120.000 Euro. Obwohl de Angelo reklamierte, seit 2015 kein Management mehr zu haben, erließ das Oberlandesgericht München im August 2024 einen Strafbefehl gegen ihn.
Nino de Angelo wurde 2014 wegen häuslicher Gewalt rechtskräftig verurteilt. 2018 wurde er vom Amtsgericht Verden (Aller) wegen fahrlässiger Gefährdung des Straßenverkehrs zu einer Geldstrafe und Fahrverbot verurteilt.

## Karriere

### 1980er Jahre
Seine erste Platte nahm er im Alter von 17 Jahren auf. Die ersten Tonträger wurden unter dem Namen Nino veröffentlicht und waren nicht erfolgreich. Die erste Single, die er 1982 als Nino de Angelo auf den Markt brachte, war Und ein Engel fliegt in die Nacht, eine deutschsprachige Coverversion des englischsprachigen Liedes Souvenir von Orchestral Manoeuvres in the Dark. Sein größter Erfolg war 1983 der von Drafi Deutscher geschriebene Titel Jenseits von Eden. Es folgten Atemlos (1984) und Zeit für Rebellen (1985).
1987 folgte das von Harald Steinhauer (Nicki, Juliane Werding) produzierte poppige Album Durch tausend Feuer (1987), mit der Single Doch Tränen wirst Du niemals sehen. 1988 übernahm de Angelo eine Nebenrolle in der Literaturverfilmung Die Bertinis. 1989 produzierte Dieter Bohlen mit ihm den Titel Flieger, mit dem er beim Eurovision Song Contest startete und den 14. Platz belegte, und die Lieder Samuraj und Don’t Kill It Carol für den Soundtrack der ZDF-Fernsehserie Rivalen der Rennbahn. Samuraj konnte sich auf Platz 11 der deutschen Charts platzieren.

### 1990er Jahre
Anfang der 1990er-Jahre wollte Nino de Angelo sich von seinem Image als Schlagersänger lösen. Er trennte sich von Produzent Dieter Bohlen, veröffentlichte die nächsten beiden Alben (De Angelo, Verfluchte Zeiten) bei Warner Music Germany, orientierte sich in Richtung Rockmusik und war an fast allen Liedern als Songschreiber beteiligt. Er fand in der Medienwelt nur wenig Beachtung, die Alben floppten. Anschließend arbeitete er mit Mr. President zusammen, fungierte auf deren Album We See the Same Sun als Duettpartner bei dem Titel Olympic Dreams und erhielt zahlreiche Gold- und Platin-Auszeichnungen. Er arbeitete auch als Dancefloor-Produzent mit Tony Catania (Scatman John) und Alex Christensen in verschiedenen Projekten zusammen. Mitte der 1990er-Jahre ging de Angelo mit Peter Maffay und dem Musical Tabaluga und Lilli auf Tournee. 1997 meldete er sich nach einer krankheitsbedingten Pause mit der englischsprachigen Single I Can See the Light zurück, die er in Los Angeles mit dem Team und den Musikern von Michael Jackson aufgenommen und mit Bruce Swedien in New York abgemischt hatte.

### 2000er Jahre
Mit Schwindelfrei erschien 2000 das erste Album von Nino de Angelo nach sieben Jahren bei Sony (Columbia), mit dem er sich erstmals seit 1989 wieder in den Albumcharts platzieren konnte. Auch die nächsten vier Alben erreichten die Charts. 2001 sang er in der deutschen Fassung des Disneyfilms Ein Königreich für ein Lama den Titel Heile Welt, der von Sting komponiert und im Original von Tom Jones interpretiert wurde. 2002 nahm er mit dem Titel Und wenn Du lachst erneut an der Vorentscheidung zum Eurovision Song Contest teil. Einen Erfolg konnte de Angelo im Doppelpack mit Chris Norman landen, die Single Ich mach’ meine Augen zu (Everytime) konnte sich in Deutschland und Österreich in der Hitparade platzieren. Ab 2001 sang er für einige Modern-Talking-Alben Chöre und Ad-Libs ein.
2007 war er in 25 Folgen der Fernsehserie Unter uns als Michael Winter zu sehen. Für das im selben Jahr erschienene Abschiedsalbum The Last Mile seines nach eigenen Worten „musikalischen Vaters“ Drafi Deutscher nahm er mit Dich holt niemand mehr zurück einen Gedenksong auf. 2008 sowie 2009 stand de Angelo wieder für Unter uns vor der Kamera, diesmal gemeinsam mit seiner Tochter Louisa Gorgoglione in der Rolle der Nina Bremer.

### 2010er Jahre
Nach einer musikalischen Pause aus gesundheitlichen Gründen unterzeichnete Nino de Angelo 2011 einen neuen Plattenvertrag bei 7 days music. Auf diesem Weg kam er in Kontakt mit dem Rapper Eko Fresh, mit dem er seinen Hit Jenseits von Eden neu aufnahm. Zu hören ist der Song auf dem Album Ekrem. Im März 2012 veröffentlichte er nach siebenjähriger Pause das Album Das Leben ist schön, das in den deutschen Albumcharts auf Platz 72 einstieg. 2012 nahm er an der Abenteuershow Star Race teil. Er gewann mit Jimi Blue Ochsenknecht den Wettbewerb und spendete den Gewinn für einen guten Zweck.
2014 veröffentlichte er das Album Meisterwerke – Lieder meines Lebens bei Starwatch. Das Album konnte sich für einige Wochen in den deutschen Charts platzieren. Im August 2015 zog er als Kandidat bei Promi Big Brother ein. Er verließ das Haus als Drittplatzierter. Ende 2015 unterschrieb er bei Telamo Musik und Edition Plus MV einen Dreijahresvertrag und brachte 2017 die Alben Liebe für immer und Das Beste heraus. 2018 wurde die Zusammenarbeit vorzeitig beendet.

### 2020er Jahre
2021 hatte er mit seinem Album Gesegnet & verflucht, das bei Sony/Ariola erschien, seinen größten Erfolg seit Jahrzehnten. Es erreichte Platz zwei der deutschen Albumcharts, und er erhielt dafür erstmals seit 1984 eine Goldene Schallplatte. Begleitet wurde das Album von der Veröffentlichung seiner gleichnamigen Autobiografie mit dem Untertitel Dein Gegner bist immer du selbst.
Klanglich lehnen sich die Songs an Unheilig und Joachim Witt an – laut dpa „eine dunkle Stimmung aus epischen Streichern und ausbrechenden Harmonien“.
2023 erschien das Album Von Ewigkeit zu Ewigkeit, dem Ende September eine Deutschlandtournee folgte.
Im Januar 2024 erschien das Musikvideo Ich hab Dich nie vergessen – eine Zusammenarbeit von Joachim Witt und Nino de Angelo.
Am 23. August 2024 erschien die Single Willst du mit mir gehn?, die Nino de Angelo mit Jenice aufnahm.
Im selben Jahr stand de Angelo im Mittelpunkt einer Plagiatsaffäre: Als erste Auskopplung des gleichnamigen Albums (21. Februar 2025) erschien das Lied Irgendwann im Leben. Die eigenen Fans wiesen de Angelo darauf hin, dass der Song auffällige Ähnlichkeiten mit Irgendwo da draußen von Matthias Reim habe. Daraufhin verwies de Angelo auf Instagram darauf, dass der Song bereits vor 30 Jahren für ihn geschrieben worden sei und er besser singen könne als Reim. Er änderte mehrfach das Posting, bis er schließlich schrieb, er sei Opfer eines Hackers gewesen.

## Diskografie
Studioalben

| Jahr | Titel                                                                                               | Höchstplatzierung, Gesamtwochen/‑monate, AuszeichnungChartplatzierungen (Jahr, Titel, Platzierungen, Wochen/Monate, Auszeichnungen, Anmerkungen) | Höchstplatzierung, Gesamtwochen/‑monate, AuszeichnungChartplatzierungen (Jahr, Titel, Platzierungen, Wochen/Monate, Auszeichnungen, Anmerkungen) | Höchstplatzierung, Gesamtwochen/‑monate, AuszeichnungChartplatzierungen (Jahr, Titel, Platzierungen, Wochen/Monate, Auszeichnungen, Anmerkungen) | Anmerkungen                                                |
| Jahr | Titel                                                                                               | DE | AT | CH | Anmerkungen                                                |
| ---- | --------------------------------------------------------------------------------------------------- | --- | --- | --- | ---------------------------------------------------------- |
| 1983 | Junges Blut                                                                                         | DE10 (12 Wo.)DE | — | — | Erstveröffentlichung: 1983                                 |
| 1984 | Jenseits von Eden / La valle dell’Eden (italienische Version)                                       | DE2 Gold · (25 Wo.)DE | AT5 (2½ Mt.)AT | CH2 (15 Wo.)CH | Erstveröffentlichung: Januar 1984 Verkäufe: + 250.000      |
| 1984 | Zeit für Rebellen / Time to Recover (englische Version) / Figlio della notte (italienische Version) | DE46 (6 Wo.)DE | — | — | Erstveröffentlichung: 19. November 1984                    |
| 1986 | Ich suche nach Liebe                                                                                | — | — | — | Erstveröffentlichung: April 1986                           |
| 1987 | Durch tausend Feuer                                                                                 | — | — | — | Erstveröffentlichung: September 1987                       |
| 1988 | Baby Jane                                                                                           | — | — | — | Erstveröffentlichung: Oktober 1988                         |
| 1989 | Samuraj                                                                                             | — | — | — | Erstveröffentlichung: 4. April 1989                        |
| 1989 | Flieger                                                                                             | — | — | — | Erstveröffentlichung: 24. April 1989                       |
| 1991 | De Angelo                                                                                           | — | — | — | Erstveröffentlichung: Mai 1991                             |
| 1993 | Verfluchte Zeiten                                                                                   | DE97 (3 Wo.)DE | — | — | Erstveröffentlichung: 16. August 1993                      |
| 2000 | Schwindelfrei                                                                                       | DE37 (7 Wo.)DE | AT41 (3 Wo.)AT | — | Erstveröffentlichung: 5. Mai 2000                          |
| 2002 | Solange man liebt                                                                                   | DE39 (3 Wo.)DE | AT29 (21 Wo.)AT | — | Erstveröffentlichung: 18. Februar 2002                     |
| 2004 | Un momento Italiano                                                                                 | DE76 (2 Wo.)DE | AT17 (11 Wo.)AT | — | Erstveröffentlichung: 7. Juni 2004                         |
| 2005 | Nino                                                                                                | — | — | — | Erstveröffentlichung: 21. Oktober 2005                     |
| 2012 | Das Leben ist schön                                                                                 | DE72 (1 Wo.)DE | — | — | Erstveröffentlichung: 16. März 2012                        |
| 2014 | Meisterwerke – Lieder meines Lebens                                                                 | DE29 (9 Wo.)DE | — | — | Erstveröffentlichung: 5. Dezember 2014                     |
| 2017 | Liebe für immer                                                                                     | DE23 (2 Wo.)DE | AT16 (1 Wo.)AT | — | Erstveröffentlichung: 3. März 2017                         |
| 2021 | Gesegnet & verflucht                                                                                | DE2 Gold · (62 Wo.)DE | AT2 (25 Wo.)AT | CH8 (21 Wo.)CH | Erstveröffentlichung: 26. Februar 2021 Verkäufe: + 100.000 |
| 2023 | Von Ewigkeit zu Ewigkeit                                                                            | DE5 (13 Wo.)DE | AT7 (2 Wo.)AT | CH7 (2 Wo.)CH | Erstveröffentlichung: 12. Mai 2023                         |
| 2025 | Irgendwann im Leben                                                                                 | DE3 (13 Wo.)DE | AT4 (2 Wo.)AT | CH13 (2 Wo.)CH | Erstveröffentlichung: 21. Februar 2025                     |

## Filmografie
- 1989: Die Bertinis (Fernsehserie, 1 Folge)
- 2007–2009: Unter uns (Fernsehserie, 6 Folgen als Michael Winter)
- 2012: Küstenwache (Fernsehserie, Folge: Jenseits von Eden)
- 2017: Alarm für Cobra 11 – Die Autobahnpolizei (Fernsehserie, Folge: Jenseits von Eden)

## Auszeichnungen
- Goldene Stimmgabel
  - 1984, 1988, 1991

- Löwe von Radio Luxemburg
  - 1984: „Gold“ (Jenseits von Eden)
  - 1985: Midem Trophy Cannes La valle dell’Eden

- Smago! Award
  - 2021: „Das Mega-Comeback“ (Gesegnet & verflucht)[25]
  - 2022: Gold für das Album Gesegnet & verflucht